# Reattore nucleare AP1000
Il reattore nucleare AP1000 è una tipologia di reattore di III+ generazione prodotta dalla Toshiba-Westinghouse Electric Company, sarà la prima tipologia di reattore di III Generazione a ricevere l'approvazione dall'ente di regolamentazione per il nucleare americano (NRC). Questa tipologia di reattori è essenzialmente la versione potenziata del modello AP600, che riesce a generare fino a 1154 MW con lo stesso utilizzo di terreno.
Gli AP1000 erano annoverati fra gli ipotetici reattori che l'Italia sarebbe stata intenzionata a costruire per il suo nuovo piano nucleare, essendo la Ansaldo Nucleare licenziataria della Westinghouse per l'Europa, e uno dei maggiori fornitori per i reattori AP1000 cinesi, e avendo firmato l'Italia un piano d'intesa con gli USA per scambio di conoscenze nell'ambito nucleare. In Cina la filiera AP1000 è molto quotata, infatti nei propositi della Westinghouse e della Cina c'è l'intento di avere 100 o più reattori AP1000 in funzione o in costruzione per il 2020

## Scopi del progetto
Gli scopi principali del progetto sono quelli di fornire un reattore con sicurezze maggiori, maggiore economicità della centrale e quindi competitività economica e semplificazione costruttiva, tramite una collaudata filiera di reattori APWR (versione avanzata dei PWR) Westinghouse.

## Caratteristiche e sicurezza del progetto
L'AP1000 è un reattore ad acqua pressurizzata APWR a due loop, con circa 1154 MW di potenza elettrica in uscita. I sistemi di sicurezza sono incentrati sulla sicurezza passiva del reattore e sulla semplificazione in fatto di sicurezza e costruzione, questi permettono di avere alti coefficienti di sicurezza senza l'utilizzo di gruppi elettrogeni in caso di mancanza di corrente dall'esterno (come invece è necessario oggi per avere la certezza di alimentare i sistemi interni). In caso di incidente, il reattore non richiede l'intervento di un operatore per un lungo periodo, questo fa sì che la possibilità di errore umano nell'emergenza sia molto ridotto, e si dà anche tempo per la mobilitazione di assistenza che pervenga da fuori la centrale.
La probabilità di inconvenienti è ulteriormente diminuita tramite l'utilizzo di moderni dispositivi, che sono anche ridondanti per permettere che nel caso uno fallisca, un altro entri subito in funzione senza compromettere la sicurezza, in questo modo gli effetti di potenziali conseguenze per malfunzionamenti della macchina sono molto ridotti. Ulteriori sistemi di sicurezza sono poi passivi, quindi non richiedono l'intervento umano per l'attivazione, questi sono la gravità e la convezione naturale dell'aria, che permettono (tramite le taniche di acqua sistemate sulla sommità del reattore) di raffreddare il reattore naturalmente per molte ore dopo un inconveniente grave, questo sistema è chiamato PCCS, acronimo di Passive Core Cooling System ed entra in funzione automaticamente. Le valvole in questo sistema sono infatti alimentate dalla corrente nella posizione di chiusura, venendo a mancare l'alimentazione queste si aprono e liberano il liquido refrigerante. La sicurezza di un impianto è calcolata come essere, per danneggiamento grave del nocciolo, come 2.41 × 10−7, molto al di sotto delle richieste dell'ente regolatore, che sono 10−4.
Il design è meno costoso come costruzione, infatti sono state in larga parte usate tecnologie già collaudate. Come ulteriore semplificazione costruttiva, è inoltre stato notevolmente diminuito il numero di componenti necessari per la realizzazione dell'impianto, questi componenti poi sono anche stati standardizzati per ridurre sia costi che tempi. Il design è inoltre concepito per essere parzialmente prefabbricato, quindi essere prodotto in fabbrica, trasportato all'impianto e assemblato, mentre oggigiorno per la maggior parte dei componenti costruttivi del reattore sono fatti su misura e prodotti direttamente sul cantiere. Grazie a ciò il reattore ha, rispetto ad altri reattori analoghi:
- -50% valvole di sicurezza
- -35% pompe
- -80% tubazioni di sicurezza
- -85% cavi di controllo
- -45% volume dell'edificio reattore[6]

Questo consente di avere il reattore in funzione dopo 36 mesi dalla prima colata di cemento. Questo tempo è ancora riducibile con una industria nucleare avviata, riducendo quindi tempi e costi di costruzione.
Nel dicembre 2005 la Nuclear Regulatory Commission ha approvato il design finale del reattore, questo ha permesso ai costruttori di iniziare a considerare questo reattore come possibilità per nuovi impianti nucleari.

## Sicurezza avanzata
Le linee guida del reattore sono incentrate soprattutto sulla sicurezza passiva della centrale

## Problematiche di sicurezza
Il reattore AP1000, pur essendo una evoluzione della diffusissima filiera PWR-Westinghouse, è di progettazione più innovativa rispetto ad esempio ad altre tipologie come l'EPR francese. Infatti, mentre quest'ultimo costituisce - a detta della casa costruttrice - una "evoluzione" della filiera PWR, la filiera AP600-AP1000 introduce elementi di "innovazione" finora poco sperimentati, quali appunto il concetto di "passività" di alcuni sistemi di sicurezza.
Inizialmente, il design esterno dell'AP1000 è infatti stato bocciato dalla Nuclear Regulatory Commission americana, pur essendo in seguito approvato nella sua totalità. Tuttavia, al 2011, nessun reattore è ancora in funzione.

### Contenimento ad un solo livello
Una possibile critica mossa all'AP1000 è la presenza di un solo edificio (detto "shield building") in cemento armato circostante la spessa calotta di contenimento metallica, aperto sulla sommità che non risulta quindi concepito per trattenere eventuali fughe di gas o vapori radioattivi, le quali tuttavia non sarebbero comunque possibili normalmente visto l'altissimo livello di sicurezza passiva del reattore, concepito appositamente per evitare simili incidenti.
Il motivo di tale scelta che apparentemente può sembrare assurda, è conseguenza obbligata dei sistemi di raffreddamento passivo che costituiscono il vanto dell'AP1000. L'idea è infatti quella che in caso di incidente il contenimento metallico possa essere raffreddato dalla semplice circolazione d'aria fra il contenimento metallico e l'edificio in cemento, evitando così conseguenze ben più gravi come la fusione del nocciolo: è quindi necessario che i moti convettivi dell'aria abbiano libero sfogo, per cui la sommità del fabbricato deve avere una grossa apertura. In caso di necessità, il contenimento metallico può anche essere irrorato esternamente con acqua, la quale evaporando smaltisce il calore, la cavità è appunto necessaria per far fuoriuscire il vapore acqueo dalla sommità dell'edificio. La casa produttrice ha smentito che questo sia un problema.

### Resistenza delle strutture
La Nuclear Regulatory Commission americana nel 2009 ha sollevato dubbi in merito alla capacità dell'edificio del reattore ("shield building") di resistere ad eventuali carichi di progetto di natura antropica e tellurica, difficilmente prevedibili, i test effettuati successivamente hanno però indicato come l'AP1000 possieda tutte le caratteristiche di integrità strutturale richieste dai moderni standard di sicurezza.
Oltre alla presenza della grande apertura sul tetto necessaria per il sistema passivo di raffreddamento, suscita dubbi anche la gigantesca vasca di accumulo dell'acqua proprio sul tetto, anch'essa necessaria per permettere il funzionamento del sistema passivo di raffreddamento (l'acqua in caso di incidente dovrebbe cadere "per gravità" sul contenimento metallico ed evaporare).
Tuttavia i risultati delle analisi strutturali e la loro successiva elaborazione hanno indicato che le sollecitazioni massime sviluppate sotto vari livelli dell'acqua sono nel raggio accettabile dei limiti di snervamento per calcestruzzo. Il livello dell'acqua perciò non costituisce un notevole pericolo per la struttura.

## Evoluzioni: i CAP
I CAP o Chinese Advanced Passive, sono dei reattori nucleari di III gen sviluppati per il mercato cinese. Nel 2008 la Westinghouse ha annunciato una collaborazione con lo State Nuclear Power Technology Corp (SNPTC) e lo Shanghai Nuclear Engineering Research & Design Institute (SNERDI) per lo sviluppo di una evoluzione dell'AP1000 in terra cinese, che dovrebbe essere da circa 1400 MW di potenza ed essere chiamata CAP1400. Questo sviluppo con SNERDI apre la possibilità di esportare in Cina unità più grandi. Poi, nell'ottobre 2009, e SNPTC e CNNC hanno firmato un accordo per sviluppare e perfezionare il disegno AP1000. Nel mese di dicembre questo ha portato alla costituzione di una joint venture al 55-45% fra SNPTC e China Huaneng Group per costruire e gestire una prima unità, oppure presso il sito di Huaneng Shidaowan, la costruzione del primo reattore dovrebbe iniziare nel 2013 ed essere completato e operativo per il dicembre 2017. Questo design può essere successivamente seguito da una seconda versione, denominata CAP1700.
La Cina possiederà i diritti di proprietà intellettuale per questi due modelli.

## Reattori in costruzione

### Cina
Sono attualmente in costruzione 4 reattori AP1000, due nella centrale di Sanmen e due in quella di Haiyang. Secondo le previsioni, questi quattro reattori dovrebbero entrare in funzione fra la seconda metà del 2013 e la prima del 2014, ed essere quindi le prime unità AP1000 in funzione al mondo.

## Reattori pianificati e proposti

### Cina
Sono pianificati altri alcune di decine di reattori in molteplici siti, tutti della versione CAP1000 eccetto i due prototipi di Shidaowan che dovrebbero essere la versione potenziata di CAP1400.

### USA
Gli Stati Uniti hanno 14 domande per nuovi reattori in 7 centrali. La costruzione di questi reattori non è ancora iniziata anche perché si sta aspettando l'approvazione dell'ente di controllo. Fra questi reattori, 6 sono classificati come pianificati perché sono in fase avanzata di approvazione o sono iniziati i lavori di preparazione del sito
- Centrale nucleare di Levy County, unità 1 e 2
- Centrale nucleare di Shearon Harris, unità 2 e 3
- Centrale nucleare di Turkey Point, unità 6 e 7
- Centrale nucleare Virgil C. Summer, unità 2 e 3
- Centrale nucleare di Vogtle, unità 3 e 4
- Centrale nucleare William States Lee III, unità 1 e 2

## L'AP1000 nel mondo
| Reattori operatividati aggiornati alla pagina nazionale corrispondente |                    |         |                    |                                    |                                   |                        |
| Impianto | Potenza netta (MW) | Modello | Inizio costruzione | Allacciamento alla rete            | Produzione commerciale            | Dismissione (prevista) |
| Haiyang (Cina) (Reattore 1) | 1170               | AP1000  | 24 settembre 2009  | 17 agosto 2018                     | fine 2018                         |                        |
| Haiyang (Cina) (Reattore 2) | 1170               | AP1000  | 21 giugno 2010     | 29 settembre 2018                  | inizio 2019                       |                        |
| Sanmen (Cina) (Reattore 1) | 1157               | AP1000  | 19 aprile 2009     | 30 giugno 2018                     | fine 2018                         |                        |
| Sanmen (Cina) (Reattore 2) | 1157               | AP1000  | 17 dicembre 2009   | 24 agosto 2018                     | fine 2018                         |                        |
| Reattori in costruzione |                    |         |                    |                                    |                                   |                        |
| Impianto | Potenza netta (MW) | Modello | Inizio costruzione | Allacciamento alla rete (prevista) | Produzione commerciale (prevista) | Costo (stimato)        |
| Sanmen (Cina) (Reattore 3) | 1000               | CAP1000 | 29 giugno 2022     | 2026                               | 2026                              |                        |
| Shidaowan (PWR) (Cina) (Reattore 1) | 1400               | CAP1400 | 19 giugno 2019     | 2024                               | 2024                              |                        |
| Shidaowan (PWR) (Cina) (Reattore 1) | 1400               | CAP1400 | 21 aprile 2020     | 2025                               | 2025                              |                        |
| Vogtle (Stati Uniti) (Reattore 3) | 1117               | AP1000  | 12 marzo 2013      | 2021                               | 2022                              |                        |
| Vogtle (Stati Uniti) (Reattore 4) | 1117               | AP1000  | 19 novembre 2013   | 2022                               | 2023                              |                        |
| Reattori pianificati e in fase di proposta |                    |         |                    |                                    |                                   |                        |
| Programmati: Molti negli USA, in Cina Proposti: svariati reattori soprattutto negli Stati Uniti d'America, in India, in Cina. In discussione in altre nazioni. |                    |         |                    |                                    |                                   |                        |
| NOTE: Molte agenzie per la sicurezza nucleare stanno ancora valutando il design del reattore AP1000 per essere adottato nelle proprie nazioni, sono potuti quindi iniziare i lavori di pochi reattori. Molti stati o compagnie elettriche sono interessati a questa tipologia di reattori. |                    |         |                    |                                    |                                   |                        |